# Lolo Pieasa
Der Lolo Pieasa (kurz Pieasa) ist ein osttimoresischer Berg im Suco Lebos (Verwaltungsamt Lolotoe, Gemeinde Bobonaro). Sein Gipfel befindet sich im Nordwesten der Aldeia Mapelai. Er hat eine Höhe von 919 m. Westlich fließt der Malibaca, der Grenzfluss zu Indonesien. Zuflüsse fließen nördlich und südlich des Berges.